# Bit Shilani
Bit Shilani o Bit Šilani va ser una tribu aramea, o caldea com eren anomenades les tribus aramees a Babilònia, que va formar un estat amb aquest nom, de situació incerta a la part sud de Babilònia, al nord (nord-est?) de Bit Amukkani. Els caldeus unes tribus semi-sedentàries i seminòmades, a la meitat del segle ix aC van fundar sis estats a l'antic país de Sumer, de fronteres variables, que s'estenien fins al golf Pèrsic.
Teglatfalassar III en el seu camí cap a Bit Amukkani, va vèncer els puqudu i alguns districtes que pertanyien a Elam, i va xocar primer amb la tribu dels Silani o Bit Shilani, i el rei Nabu-ushabshi va presentar resistència a la capital Sarabani, que el rei assiri va prendre i destruir. Va empalar Nabu-ushabshi a la porta de la ciutat, com advertència i la seva dona, els seus fills, els déus i 55.000 persones van ser deportats com a captius. Va conquerir a continuació les ciutats de Tarbasa i Yabullu i va deportar 30.000 habitants. Va seguir amb les conquestes, i després d'ocupar Bit Shaalli va derrotar Bit Amukkani, cosa que va portar que se li sotmetessin voluntàriament Bit Dakkuri i el País del Mar. El rei Mardukaplaidi del País del Mar va anar en persona a la conquesta de Sapia per donar el tribut al vencedor.
Una inscripció de Sennàquerib assenyala que el país tenia 8 ciutats fortificades i emmurallades, i uns 120 llogarets.